# Адромискус тонкостебельный
Адромискус тонкостебельный (лат. Adromischus filicaulis) — вид растений рода Адромискус (Adromischus) семейства Толстянковые (Crassulaceae), естественно произрастающий на территории Намибии и ЮАР (Капская провинция).

## Название
Родовое латинское (научное) название Adromischus происходит от др.-греч. ἁδρός, hadrós — «взрослый», «толстый» или «громоздкий» и др.-греч. μίσχος, míschos — «стебель» или, вероятнее всего «цветонос».
Видовой латинский эпитет filicaulis происходит от лат. filum – «нить» и лат. caulis – «стебель».

## Описание

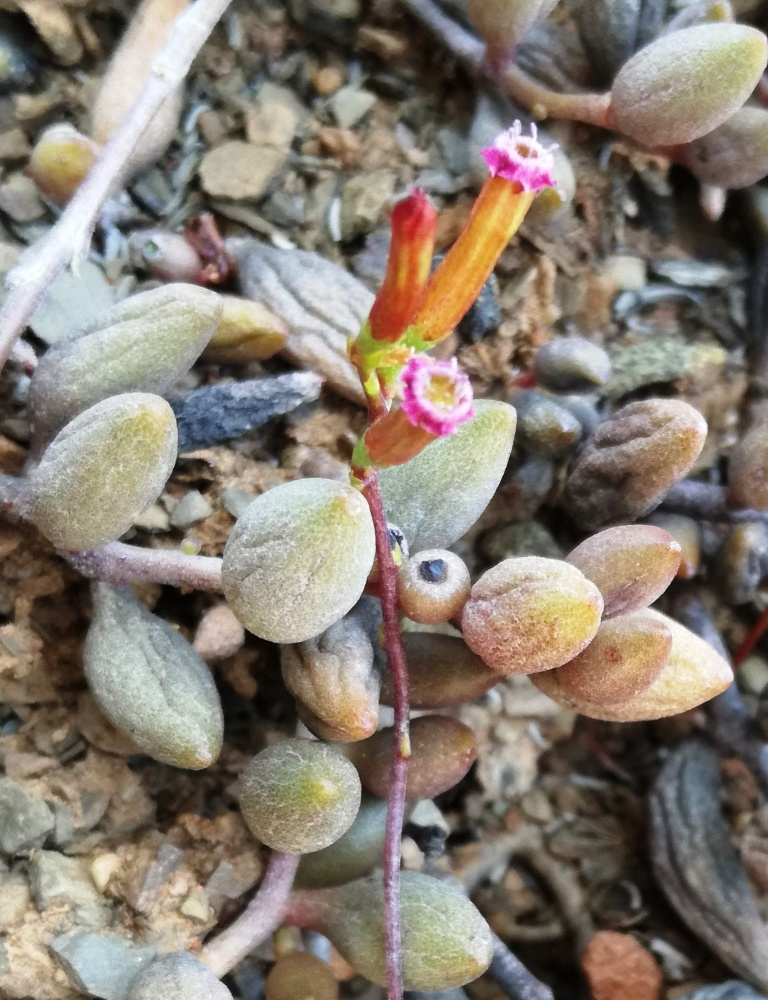
В природной среде обитания, ЮАР

Адромискус тонкостебельный представляет собой весьма вариабельный и медленнорастущий вид с блестящими серо-зелёными листьями, украшенными пятнами и краями ржавого цвета. Существуют два выделенных подвида: номинальная форма и подвид marlothii. Однако, из-за обширного разнообразия этого вида, разделение на подвиды может показаться неестественным. Основное различие заключается в наличии или отсутствии жёстких ходульных корней.
Стебли простые, толстые, удлиненные, прямостоячие или полегающие, с диаметром 7–12 мм и длиной до 35 см, иногда с ходульными придаточными корнями. Корни мочковатые.
Листья имеют размеры 2–8 см в длину и 5–15 мм в ширину, они ланцетные, от эллиптических до продолговатых или линейно-эллиптических, часто веретенообразные. Цвет листьев может варьировать от серо-зелёного до сероватого с коричневыми пятнами или без них. Рассада часто начинается с плоских листьев, которые со временем могут становиться круглыми. Кончик листа может быть острым или тупым, а основание — резко клиновидным. Край роговой, слегка расширенный.
Цветонос достигает высоты 20–35 см. Бутоны цветков имеют характерную форму, резко сужаясь к кончику и расширяясь. Цветки размером 1–1,3 см, окрашены в желтовато-зелёный цвет, при этом трубка венчика может иметь желтовато-зелёный оттенок с намёком на розовый. Лопасти цветка широкотреугольные, бывают белого или бледно-жёлтого оттенка, с лиловой слизистой оболочкой, шероховатые, без булавовидных волосков. Пыльники выступают из трубки венчика.

## Таксономия
Adromischus filicaulis (Eckl. & Zeyh.) C.A.Sm., первое упоминание в Bothalia 3: 630 (1939).

### Синонимы
- Adromischus fragilis Hutchison
- Adromischus fragilis var. numeensensis Hutchison
- Adromischus fusiformis A.Berger
- Adromischus kleinioides C.A.Sm.
- Adromischus mammillaris var. rubra Poelln.
- Cotyledon filicaulis Eckl. & Zeyh.
- Cotyledon fusiformis Rolfe
- Adromischus filicaulis subsp. filicaulis

### Подвиды
Согласно данным сайта POWO, род состоит из 2 подвидов:
- Adromischus filicaulis subsp. filicaulis
- Adromischus filicaulis subsp. marlothii (Schönland) Toelken